# Portada/article setembre 22

## Eocè
L'Eocè és la segona època del Paleogen, una de les subdivisions del Cenozoic. Comprèn el temps entre el final del Paleocè (fa 55,8 ± 0,2 milions d'anys) i el principi de l'Oligocè (fa 33,9 ± 0,1 milions d'anys). El seu inici i final queden marcats pel màxim tèrmic del Paleocè-Eocè i per la Grande Coupure, respectivament. Com en altres períodes geològics, els estrats que delimiten aquest període estan ben identificats, però no han estat datats amb màxima precisió.